# Труро (Ајова)
Труро (енгл. Truro) град је у америчкој савезној држави Ајова. По попису становништва из 2010. у њему је живело 485 становника.

## Демографија
Према попису становништва из 2010. у граду је живело 485 становника, што је 58 (13,6%) становника више него 2000. године.
| Група             | 2000.       | 2010.       |
| Белци             | 414 (97,0%) | 476 (98,1%) |
| Афроамериканци    | 0 (0,0%)    | 0 (0,0%)    |
| Азијати           | 0 (0,0%)    | 2 (0,4%)    |
| Хиспаноамериканци | 8 (1,9%)    | 1 (0,2%)    |
| Укупно            | 427         | 485         |